# تایسیا چنچیک
تایسیا چنچیک (روسی: Таисия Филипповна Ченчик؛ ۳۰ ژانویه ۱۹۳۶ – ۱۹ نوامبر ۲۰۱۳ (aged 77)) ورزشکار دو و میدانی اهل اتحاد جماهیر شوروی سوسیالیستی بود.
وی در مسابقات کشوری و بین‌المللی در مجموع برندهٔ ۳ مدال طلا، ۱ مدال نقره، ۱ مدال برنز شده‌است.